# Sangri
Sangri (griechisch Σαγκρί (n. sg.)) ist eine Ortsgemeinschaft im Westen der griechischen Kykladeninsel Naxos. Sie besteht neben dem Dorf Ano Sangri aus vier weiteren Dörfern und der unbewohnten Insel Panagia. Verwaltungstechnisch zählt das Dorf zum Gemeindebezirk Naxos der Gemeinde Naxos und Kleine Kykladen in der Region Südliche Ägäis.

## Lage

Pyrgos Oskelou bei Kastraki, Kap Mikri Vigla, im Hintergrund Paros

Die Ortsgemeinschaft Sangri (Τοπική Κοινότητα Σαγκρίου Topikí Kinótita Sangríou) liegt im Westen der Insel. Mit einer Fläche von 28,164 km² ist sie die größte Ortsgemeinschaft des Gemeindebezirks Naxos. Das Gebiet erstreckt sich auf einer Länge von etwa 7 km entlang der Westküste und reicht nordostwärts fast 8 km weit ins Inselinnere, wo ein Trockenbach die natürliche Grenze zur Ortschaft Potamia bildet. Weitere benachbarte Ortsgemeinschaften sind Vivlos im Nordwesten und im Südosten Damarionas des Gemeindebezirks Drymalia.

## Gliederung
Von 1835 bis zur Gründung als Landgemeinde Sangri (Κοινότητα Σαγκρίου Kinótita Sangríou) 1912 zählten die Dörfer Ano Zagri und Kato Zagri zur damaligen Gemeinde Wiwlos. Abgesehen von kleinen Änderungen bestand die Landgemeinde aus den beiden Dörfern Sangri und Kanakari, bis 1951 Ano Sangri und Kato Sangri als Siedlungen anerkannt wurden. Mit dem Aufkommen des Tourismus entstanden die an der Küste gelegenen Siedlungen Kastraki und Mikri Vigla, sie wurden 1971 offiziell anerkannt. Die Fusion von zehn Landgemeinden mit der Stadtgemeinde Naxos zur Gemeinde Naxos erfolgte im Rahmen der Gemeindereform 1997. Seit der Verwaltungsreform 2010 hat Sangri den Status einer Ortsgemeinschaft (Τοπική Κοινότητα Topikí Kinótita) im Gemeindebezirk Naxos der Gemeinde Naxos und Kleine Kykladen.
Einwohnerentwicklung von Sangri
| Name        | griechisch           | Code       | 1835 | 1920 | 1928 | 1940 | 1951 | 1961 | 1971 | 1981 | 1991 | 2001 | 2011 |
| ----------- | -------------------- | ---------- | ---- | ---- | ---- | ---- | ---- | ---- | ---- | ---- | ---- | ---- | ---- |
| Ano Sangri  | Άνω Σαγκρί (n. sg.)  | 6702011101 | 259  |      | 465  |      | 522  | 411  | 323  | 286  | 206  | 217  | 210  |
| Kanakari    | Κανακάρι (n. sg.)    | 6702011102 |      |      | 079  |      | 074  | 059  | 045  | 053  | 041  | 034  | 049  |
| Kastraki    | Καστράκι (n. sg.)    | 6702011103 |      |      |      |      |      |      | 009  | 049  | 077  | 160  | 158  |
| Kato Sangri | Κάτω Σαγκρί (n. sg.) | 6702011104 | 133  |      | 101  |      | 051  | 045  | 038  | 025  | 021  | 033  | 027  |
| Mikri Vigla | (f. sg.)             | 6702011105 |      |      |      |      |      |      | 013  | 026  | 044  | 069  | 093  |
| Gesamt      | Gesamt               | 67020111   |      | 671  | 831* | 700  | 647  | 515  | 428  | 439  | 389  | 513  | 537  |

*einschließlich Kambos mit 186 Einwohnern

## Geschichte
Die Gegend um Sangri war während der Bronzezeit besiedelt. Unter der Leitung von Christos Doumas wurde 1961 nordöstlich des Dorfes Ano Sangri die Nekropole von Agii Anargyri mit 22 Kistengräbern ausgegraben. Aufgrund der Keramikformen wird der Fundort innerhalb der frühkykladischen Grotta-Pelos-Kultur der Kampos-Stufe (FK I) zugeordnet. Rhodinades, ein weiterer Fundplatz mit vier Gräbern nördlich von Agii Anargyri wird aufgrund der Grabbeigaben der Keros-Syros-Kultur zugeordnet. Ebenfalls ein frühkykladisches Gräberfeld wurde bei Oskelos in der Nähe von Kastraki entdeckt. Beim Kap von Mikri Vigla ist eine Siedlung aus der Zeit frühkykladisch II bis spätkykladisch bekannt. Von den erheblichen Keramikmengen der mittelkykladischen Zeit stammt ein bedeutender Anteil aus Milos. Zudem belegen minoische Importe den kretischen Einfluss. Die Siedlung umfasste etwa 2 Hektar. Hauswände mit bemaltem und verziertem Putz sind bekannt. Auf einem kleinen Hügel etwas weiter südwestlich liegt eine befestigte Siedlung in der Region von Polichni mit einem kleinen Gräberfeld, Gebäuderesten und massiven Befestigungsmauern, davon eine vermutlich bis zum Meer reichend. Sie wird in die Keros-Syros-Kultur eingeordnet.

## Kultur

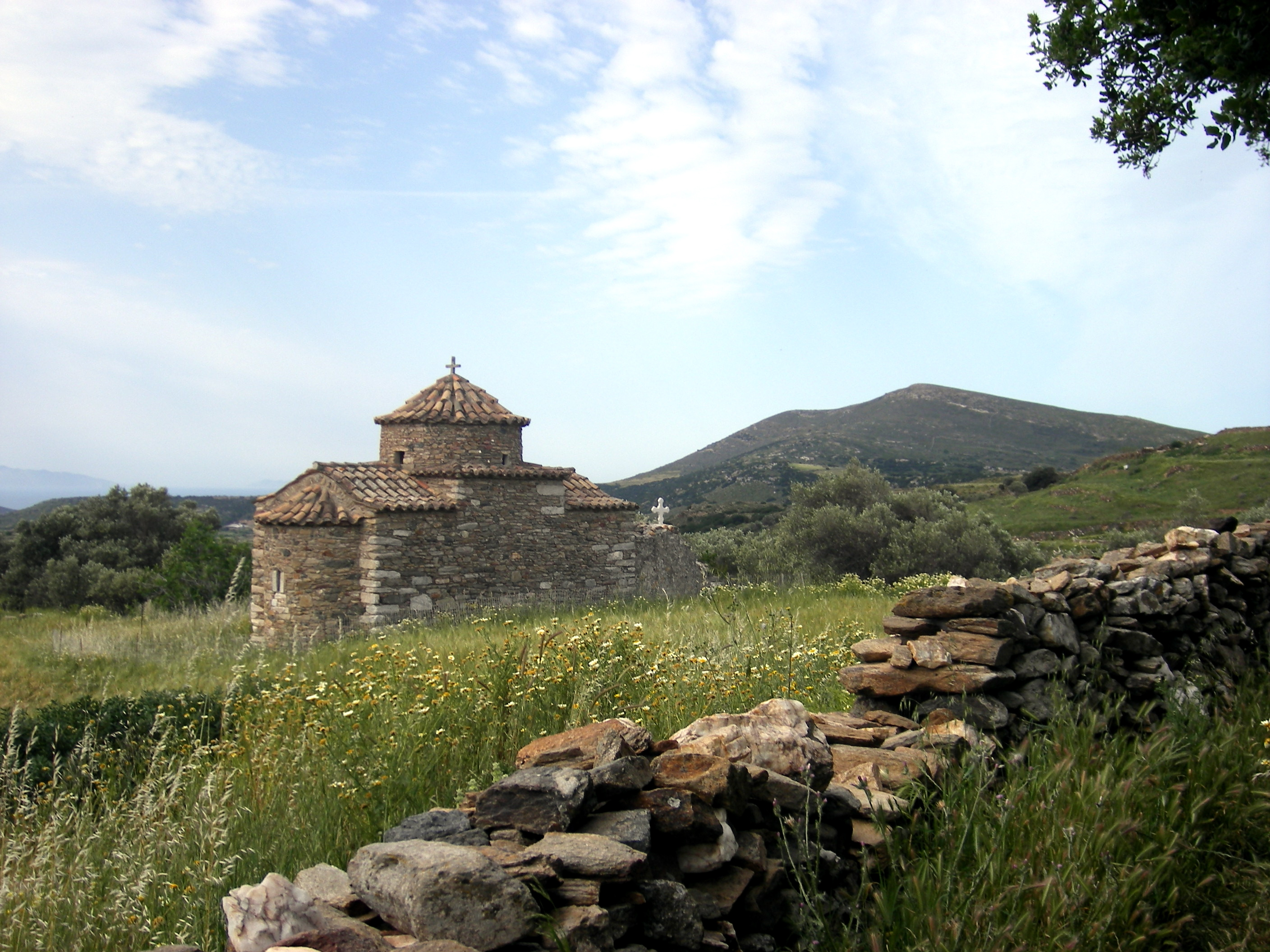
Die Kirche Agios Nikolaos bei Sangri

Südlich des Dorfes Ano Sangri befinden sich in der weiteren Umgebung um das Demeterheiligtum in der als Gyroulas bezeichneten Gegend zahlreiche byzantinische Kirchen und Kapellen, 19 davon stehen unter Denkmalschutz.

### Demetertempel

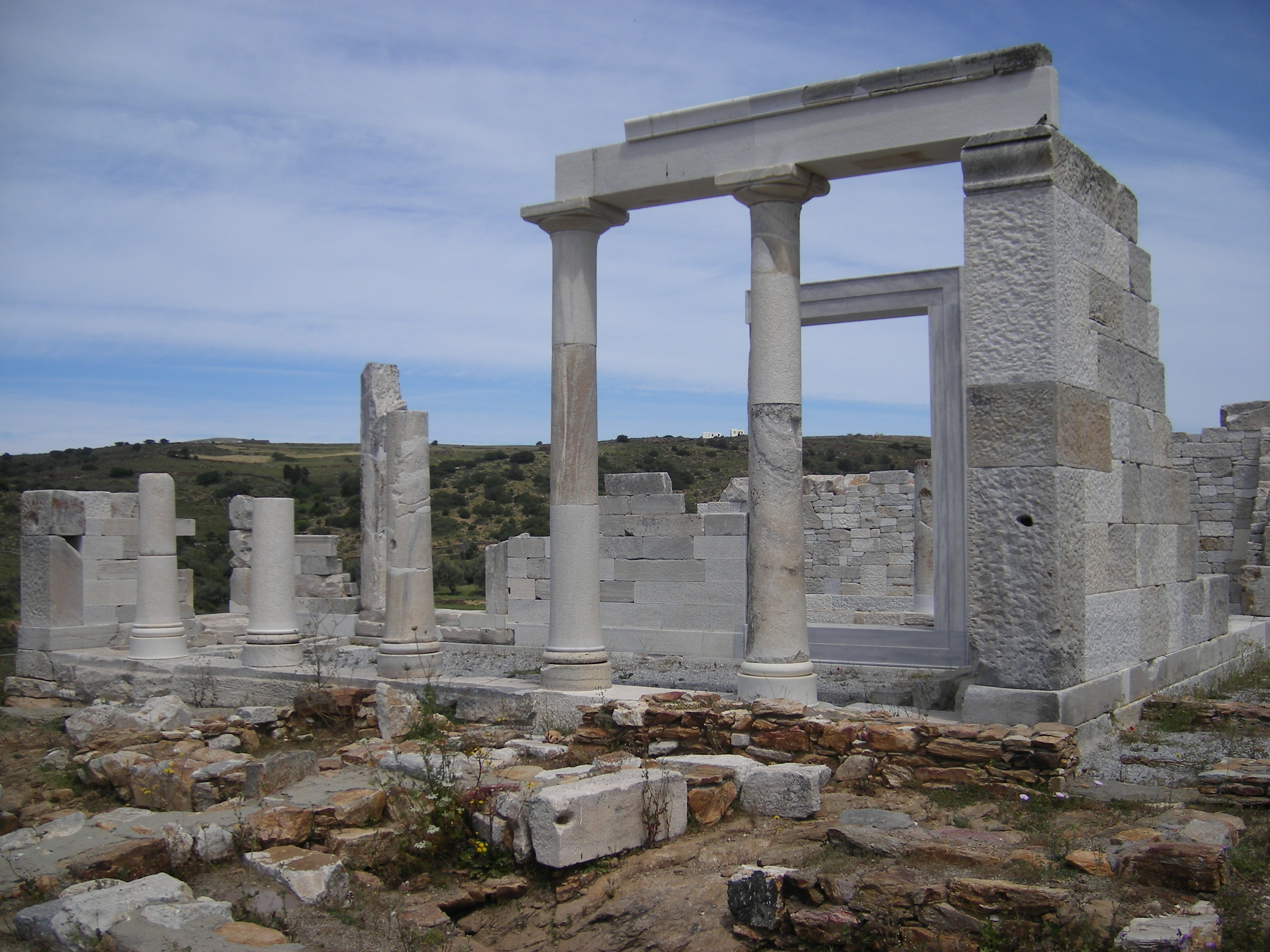
Der restaurierte Demetertempel bei Sangri

Etwa 1,5 km südlich von Sangri befindet sich ein restaurierter Tempel der Fruchtbarkeitsgöttin Demeter von 530 v. Chr. Dieser Tempel ist ein seltenes Beispiel frühen ionischen Baustils. Er war in Gänze aus Naxos-Marmor aufgebaut worden. Die Restaurierung dieses Bauwerks aus 1600 einzelnen Bauteilen wurde von Wissenschaftlern der Universitäten von München und Athen durchgeführt, nachdem das Objekt von 1976 bis 1985 untersucht und vermessen worden war. Dabei wurde eine bauliche Besonderheit entdeckt, denn unterschiedliche Innensäulen stützten eine aus Marmor bestehende Satteldachkonstruktion, die durch Marmorplatten abgedeckt war. Durch die marmornen Dachplatten drang Tageslicht dämmrig in den Innenraum ein. Die Wissenschaftler unter Leitung von Gottfried Gruben suchten die weit verstreuten steinernen Bauteile des Tempels in der näheren Umgebung und fanden etwa 50 Prozent Originalteile wieder. Zum Aufbau wurden neben den vorhandenen Bauteilen neue Werkstücke aus Naxos-Marmor verbaut. Die Rekonstruktion wurde im Jahre 2001 abgeschlossen.

### Archäologische Sammlung
Auf dem Gelände des Heiligtums präsentiert seit 2001 eine kleine archäologische Sammlung in drei Bereichen die Funde der Ausgrabungen. Der erste Bereich ist dem Heiligtum und seiner Nutzung in der Zeit vom 8. bis 3. Jahrhundert v. Chr. gewidmet, ein zweiter Bereich der frühbyzantinischen Basilika, der dritte Bereich zeigt Fotografien, Skizzen und Pläne der Anlage. Die Neugestaltung der Anlage und das Museumsgebäude wurden 2003 mit dem Europa-Nostra-Preis in der Kategorie Erhaltung von Bauten, Kulturlandschaften, Sammlungen von Kunstwerken oder Bewahrung archäologischer Stätten ausgezeichnet.